# Anna ziębicka
Anna (zm. między 1368 a 1370 w Rawie Mazowieckiej) – księżniczka ziębicka, księżna mazowiecka, córka księcia Bolka II ziębickiego i Guty lub Mikołaja Małego i Agnieszki z Lichtenburka.

## Życiorys
W dawnej historiografii przyjmowano za przekazem powieści ludowej, iż księżniczka ziębicka nosiła imię Ludmiła. Utwór ten został jednak najprawdopodobniej sfingowany przez XIX-wiecznego polskiego historyka Teodora Narbutta. W literaturze historycznej nazywano również księżniczkę bezpodstawnie imionami Eudoksja lub Elżbieta. Jej prawdziwe imię przekazała indulgencja papieża Innocentego VI z 18 grudnia 1357 udzielona księżnej i jej mężowi Siemowitowi III, w której została ona nazwana imieniem Anna.
W drugiej połowie 1356 lub w 1357, najprawdopodobniej w listopadzie 1357 Anna została żoną księcia mazowieckiego Siemowita III. Książę mazowiecki poznał księżniczkę ziębicką w czasie pobytu na dworze cesarza Karola IV Luksemburskiego. Anna ziębicka miała ze swoim mężem troje dzieci: dwóch synów zmarłych w dzieciństwie, z których jeden nosił najprawdopodobniej imiona Stanisław Siemowit oraz biskupa-nominata płockiego Henryka. Ostatnim dokumentem, w którym Anna ziębicka jest wymieniona jako osoba żyjąca jest dyspensa papieża Urbana V.
Informacje na temat tragicznej śmierci księżnej mazowieckiej Anny przekazała kronika Janka z Czarnkowa. Według przekazu kronikarza, podczas pobytu na dworze swej siostry Eufemii w Cieszynie, Siemowit III usłyszał pogłoski na temat zdrady małżeńskiej swej małżonki. Anna ziębicka została uwięziona przez swojego męża na zamku w Rawie Mazowieckiej, gdzie urodziła ona swojego najmłodszego syna Henryka. Kilka tygodni po urodzeniu się Henryka, księżna mazowiecka została uduszona. Do wydarzenia tego doszło między 1368 a 1370. Zgodnie z relacją Janka z Czarnkowa książę Siemowit III do końca życia żałował popełnionej przez siebie zbrodni. Tragedia, która rozegrała się na zamku w Rawie stała się inspiracją dla dwóch utworów angielskiego poety i dramaturga Williama Szekspira: Zimowa opowieść i Burza.